# Calle de San Alfonso Rodríguez
La calle de San Alfonso Rodríguez es una vía pública de la ciudad española de Segovia.

## Descripción
La vía nace de la calle de Ochoa Ondátegui y, tras contorsionarse para bordear la plaza de Día Sanz, sigue hasta llegar a la del Salvador. Honra con el título al segoviano san Alfonso Rodríguez. Aparece descrita en Las calles de Segovia (1918) de Mariano Sáez y Romero con las siguientes palabras:

San Alfonso Rodríguez.—Es la que sale y entra en la calle de Ochoa Ondátegui, haciendo una pronunciada vuelta en la plazuela de Día Sanz. Antes se llamaba de las Flores y ahora rinde homenaje al Santo segoviano, nacido en la casa de la plazuela de Día Sanz, esquina a esta calle, en 25 de julio de 1530, de familia más rica en virtudes que en bienes. Casado por consejo de sus padres, tuvo dos o tres hijos, pero la muerte de estos, de su esposa y de su madre, le hizo despreciar el mundo, abrazando la vida religiosa, vistiendo en 31 de enero de 1571 el hábito de jesuíta. Le destinaron a Mallorca, consagrándose con mucho placer y celo al desempeño de su cargo de portero de la comunidad. Su vida fué ejemplo constante de virtud, y muy entendido y estudioso, era consultado en los negocios arduos de la Compañía. Muy enfermo y ya de edad avanzada, soportó con resignación sus dolores agudísimos, gozó de varios éxtasis y murió santamente en 31 de octubre de 1617. Fué beatificado por Pío VII en 12 de Junio de 1825 y canonizado por León XIII en 15 de enero de 1888. Es autor de varias obras de alta moral evangélica y de exposición de consejos y modo de soportar las penalidades y miserias de la vida, conformándose con la voluntad de Dios. En «La visión de San Alfonso Rodríguez», cuadro printado por Zurvarán en 1630, se contempla el verdadero retrato de nuestro jesuíta. Según el P. Fita, la escena de la visión no acaeció antes de 1585. La calle no tiene otra cosa que mencionar.
(Sáez y Romero, 1918, pp. 151-152)